# 2-alchenale reduttasi
La 2-alchenale reduttasi è un enzima appartenente alla classe delle ossidoreduttasi, che catalizza la seguente reazione:
n-alcanale + NAD(P)+ ⇄ alch-2-enale + NAD(P)H + H+
L'enzima è altamente specifico per il 4-idrossinon-2-enale ed il non-2-enale. I 2-alchenali delle catene più brevi hanno minore affinità. Esibisce alta affinità anche per i 2-alchenoni così come per il but-3-en-2-one ed il pent-3-en-2-one. Viene inattivato dal cicloes-2-en-1-one e dall'acido 12-ossofitodienoico. Coinvolto nella detossificazione delle aldeidi e dei chetoni α,β-insaturi.